# Clase Lazaga
Los clase Lazaga son unos patrulleros medios destinados al control de la Zona Económica Exclusiva (ZEE) construidos por Bazán (actual Navantia) para la Armada Española y la Marina Real Marroquí. Dos de las unidades españolas fueron vendidas tras ser dadas de baja a la Armada de Colombia.

## Historial

### Antecedentes
Los astilleros españoles tenían experiencia de varias décadas en construcción de lanchas rápidas de diseño alemán. Fruto de ello Chile encargó la construcción de 4 buques clase Jaguar. En paralelo en todo el mundo se dio tras 1967 una explosión de demanda de lanchas lanzamisiles.
El plan naval de la década de 1960 había buscado reforzar el poder antisubmarino y la capacidad de proyectar fuerza en el Norte de África. El deseo de reducir la dependencia del material americano y la percepción de la amenaza que podía suponer Marruecos o Argelia pesaba en la Armada. La clase se encargó como parte del Programa Naval de 1972-1979, aprobado en 1972. Inicialmente se pensó en encargar 6 patrulleras lanzamisiles, 12 patrulleros pesados y 6 patrulleros ligeros. La Armada necesitaba equipar a la FUVIMAR (Fuerza de Vigilancia Marítima) con patrulleros para la Zona Exclusiva Económica y realizar tareas de vigilancia pesquera. Se solicitó finalmente la construcción de 6 patrulleros pesados clase Lazaga y 6 patrulleros ligeros clase Barceló. Presupuestariamente el Ministerio de Comercio correría a cargo de 3 patrulleros pesados y los 6 patrulleros ligeros. La Armada, pagaría el resto así como el coste de armar y equipar a todos los patrulleros.
La adquisición de las patrulleras encajaba con la estrategia de la Armada de contar con plataformas capaces. El programa de construcciones español de entonces era ambicioso pero bien pensado. En aquel entonces Alemania tenía las mejores lanchas rápidas del mundo, diseñadas para  causar daños a la flota Soviética del Báltico y negarle el paso al Mar del Norte. Alemania era el lugar idóneo al que la Armada debía acudir si deseaba hacerse con buques de pequeño tamaño, gran velocidad y potente armamento. Una vez en servicio los clase Lazaga se enfrentarían sin embargo a las carencias todavía existentes entonces en la Armada en cuanto a misiles antibuque.

### Armada Española
Basándose en las Tipo 143 alemanas (Lürssen FBP-57), también conocidas como clase Albatros, el casco de la primera unidad fue construido en Alemania y las demás se construyeron en San Fernando, al igual que ocurrió con los de la clase Barceló, entre 1976 y 1977. Pocos años después, entre 1980 y 1982, se construyeron otros 4 buques para la Marina Real Marroquí, que difieren de los buques españoles en el armamento, ya que tenían capacidad para portar 4 misiles Exocet MM-40, si bien desde los años 90 dejaron de llevarlos.
El Tipo 143 o clase Albatros entró en servicio en Alemania en 1972. Eran lanchas diseñadas y construidas por y para la defensa costera y bloqueo de los accesos del mar Báltico. Para hacer frente al Pacto de Varsovia en el Báltico Alemania las equipó con dos cañones de 76 mm., 4 misiles antibuque Exocet y dos torpedos de 533 mm. Su planta motriz de cuatro motores MTU daba una potencia de 17.700 caballos que daba una velocidad de 40 nudos.
En España su armamento era de un cañón de 76/62 mm. a proa, 1 cañón de 40/70 mm. a popa y 2 cañones de 20/85 mm. en las bandas del puente. Tenían reserva de espacio para poder montar lanzadores de misiles Exocet o Harpoon y torpedos, pero jamás fueron montados ante la falta de dinero suficiente. Se llegó a sopesar la instalación de misiles Harpoon y en las maniobras se simulaba que iban equipados con ellos. Su radar de dirección de tiro Signaal WM-22, y contramedidas electrónicas le hubiera permitido realizar la función de patrullera lanzamisiles sin problemas.
La planta motriz también difería del modelo alemán. España instaló dos motores que daban una potencia de 6.000 caballos y daban una velocidad de 36 nudos.
Siendo un buen diseño en España realizaron multitud de misiones para los que no habían sido diseñados. Participaron en multitud de ejercicios nacionales y extranjeros, realizaron tareas de apoyo a la flota pesquera, fueron buque para infiltraciones de equipos de operaciones especiales, remolcaron blancos, realizaron misiones de búsqueda y salvamento, sirvieron para pruebas del nuevo sistema CIWS Meroka e incluso uno de los buques fue modificado y equipado para realizar misiones de inteligencia electrónica. Aparte del valor militar dieron a la industria naval española una gran experiencia, siendo capaz de producir en España un 80-90% de los buques. No hay que olvidar que en aquellos años también se construyeron es astilleros españoles las fragatas de clase Baleares y los submarinos clase S-60 como parte del esfuerzo de la Armada en crear un tejido industrial naval en España.  
En caso de necesidad la posibilidad de equiparlos con misiles reforzaba a España para afrontar cualquier amenaza procedente de los países del Norte de África. En aquellos años Argelia disponía de 11 buques clase Osa, Libia, de 24 unidades clase La Combattante y clase Osa, Túnez 6 buques clase La Combattante. Por estas mismas razones Marruecos compraría 4 buques clase Lazaga y los armaría con misiles Exocet.
Su baja prematura en 1993 fue motivo de una pregunta escrita en el Senado. Su autonomía, escasa para la navegación de altura, y la carencia de helicóptero embarcado fueron algunas de las razones dadas. El problema real fue que la Armada Española no les dio el uso para el que habían sido concebidos. Estos patrulleros habían sido diseñados para la Armada Alemana como buques para ejecutar ataques fulminantes con misiles Exocet en el Báltico y regresar rápidamente a sus bases, no para permanecer durante periodos prolongados en la mar. En España ese fue el uso que se les pretendió dar inicialmente, y de hecho fueron equipados con una potente y moderna dirección de tiro Signaal, hoy Thales, WM-22, de la misma familia WM-20 que se montó en las corbetas clase Descubierta (WM-25) y en las fragatas clase Santa María (WM-28, también conocida como Mk.92). Sin embargo, las endémicas carencias presupuestarias impidieron finalmente dotarlos con los misiles, por lo que tuvieron que pasar a desempeñar las funciones de unos patrulleros normales, para las que no habían sido ideados. La puesta en funcionamiento a partir de 1992 del Servicio Marítimo de la Guardia Civil fue la puntilla para ellos, puesto que provocó que la Armada diera de baja buena parte de sus buques de patrulla de pequeño tamaño, al ser asumidas sus funciones por dicho Cuerpo. Al no encargarse nuevos barcos para sustituirlos, tuvieron que ser reemplazados en sus funciones por buques ya existentes, los cuatro de la clase Serviola y los diez de la clase Anaga.
Parte de sus sistemas, el cañón Oto Melara de 76 mm/62, los motores diésel y el radar de búsqueda aérea y de superficie, que eran de la misma familia que los portados por las corbetas de clase Descubierta, fueron utilizados como fuente de repuestos para estas.

### Armada de Colombia
Dos de los patrulleros de esta clase, tras desmontárseles el radar y el cañón de 76,2 mm, fueron transferidos a Colombia en 1997, donde prestaron servicio hasta su baja. Posteriormente, fueron utilizados como buque objetivo en unos ejercicios de la Armada de Colombia.

### Armada Real de Marruecos

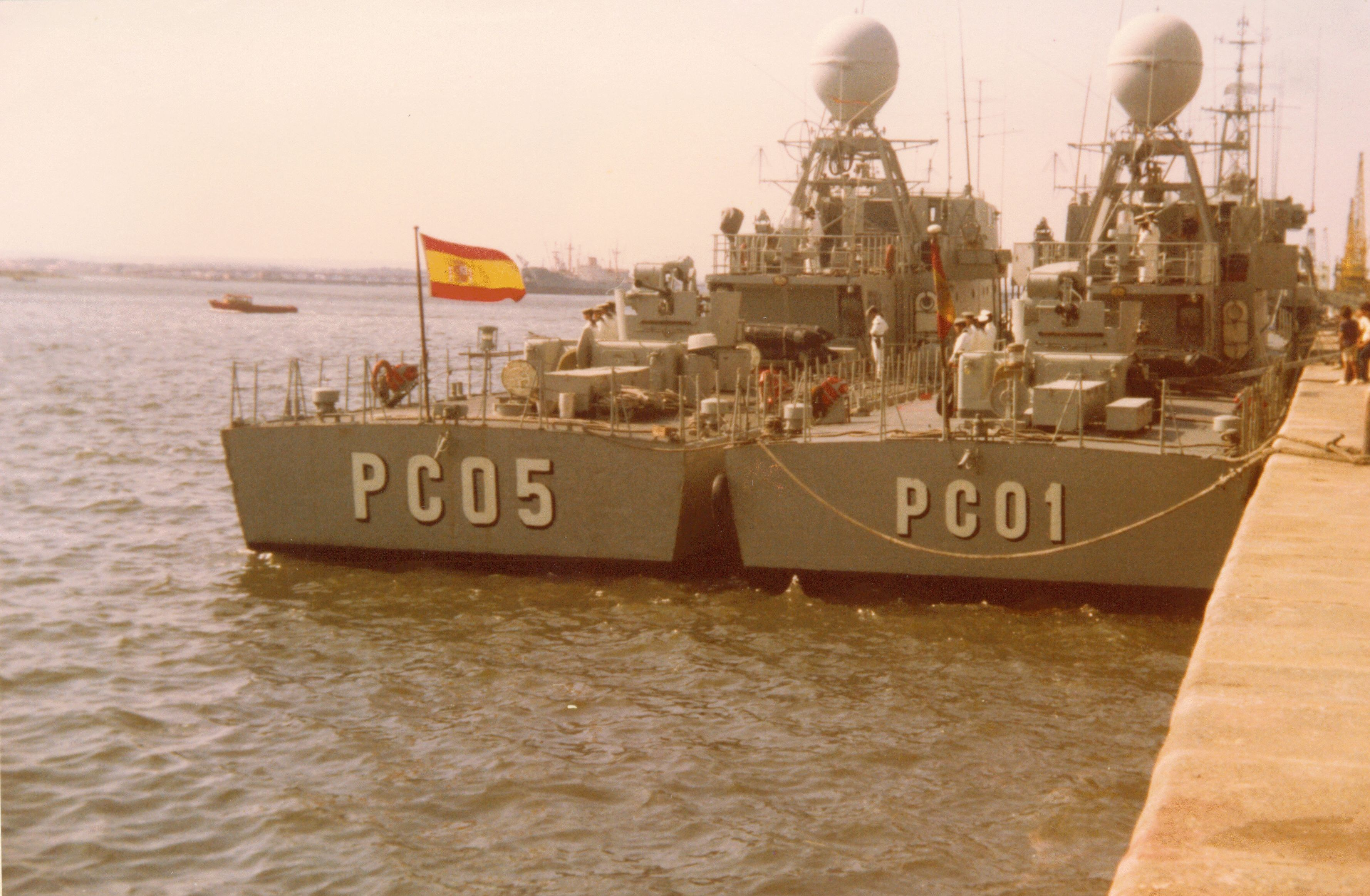
Patrulleros Lazaga, PC-01 (posteriormente P-01), y Bonifaz, PC-05 (luego P-05), en 1983.

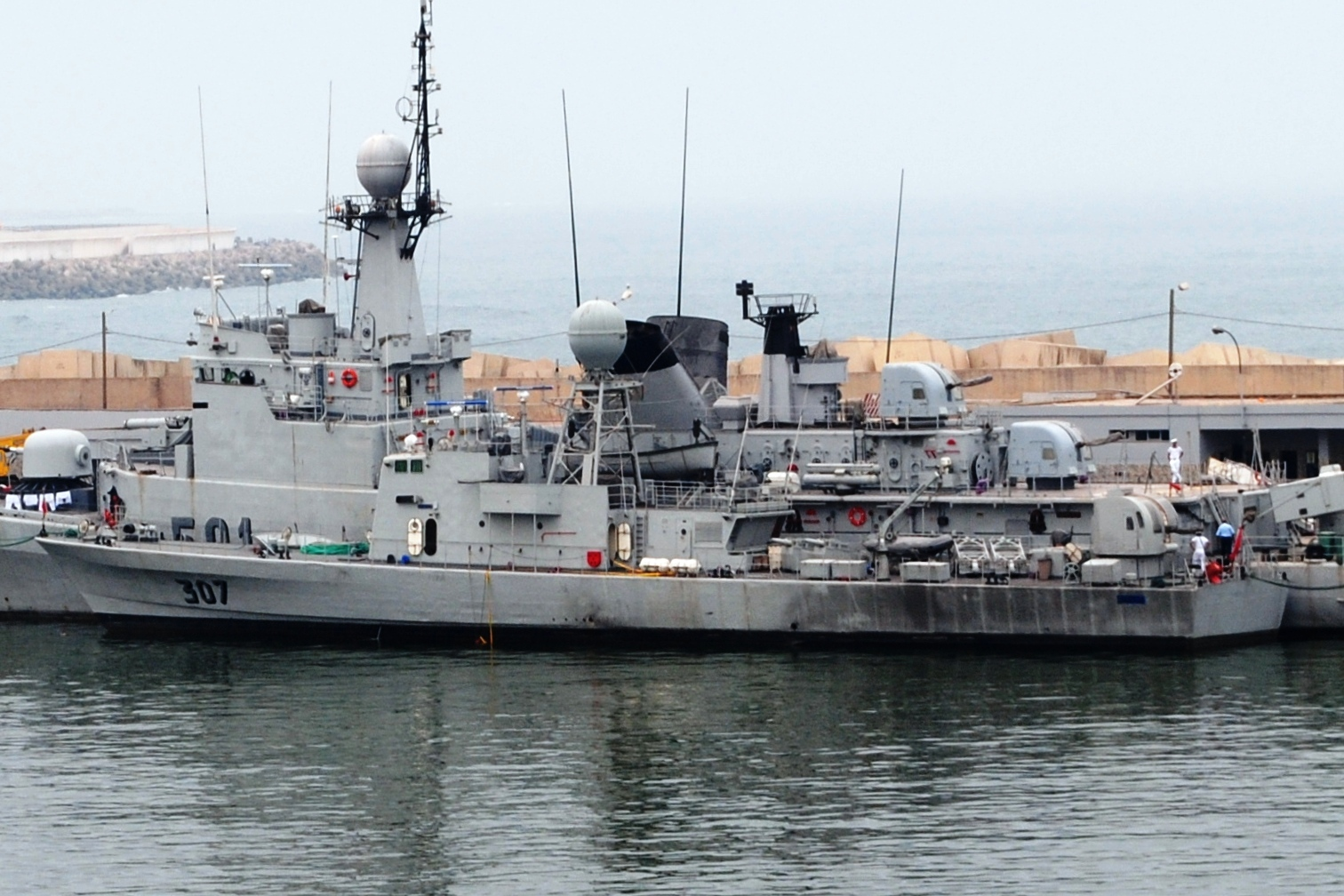
Patrullero marroquí Commandant Azouggarh, 307.

Dos de los cañones Oto Melara 76 mm/62, junto con otras tantas direcciones de tiro WM-22, fueron cedidos a Marruecos al precio simbólico de 1 € en 2003. En 2008 dos de los buques marroquíes fueron actualizados en Cartagena por un monto total de 10 millones de €.

## Buques de la clase
| Identificativo | Nombre                                  | Fecha entrada en servicio    | Fecha retirada               | Observaciones |
| -------------- | --------------------------------------- | ---------------------------- | ---------------------------- | --- |
| P-01           | Lazaga                                  | 16 de julio de 1975.         | 30 de junio de 1993          | Desguazado |
| P-02           | Alsedo                                  | 1977                         | 30 de junio de 1993          | Desguazado |
| P-03 PO-43     | Cadarso ARC Jorge Enrique Márquez Durán | : 10 de julio de 1976 : 1997 | : 30 de junio de 1993 : 2011 | : Vendido a Colombia : Retirado y esperando destino final.                                                              |
| P-04           | Villaamil                               | 1977                         | 30 de junio de 1993          | Desguazado |
| P-05           | Bonifaz                                 | 11 de julio de 1977          | 30 de junio de 1993          | Desguazado |
| P-06 PO-42     | Recalde ARC Capitán Pablo José de Port  | : 1977 : 1997                | : 30 de junio de 1993 : 2009 | : Vendido a Colombia : Retirado y hundido como buque objetivo en maniobras por parte de las Fuerzas Armadas de Colombia |
| 304            | Commandant Al Khattabi                  | 3 de junio de 1981           | Activo                       | - |
| 305            | Commandant Boutouba                     | 11 de diciembre de 1981      | Activo                       | - |
| 306            | Commandant El Harti                     | 25 de febrero de 1982        | Activo                       | - |
| 307            | Commandant Azouggarh                    | 2 de agosto de 1982          | Activo                       | - |